# 안젤로 모리온도
안젤로 모리온도 (1851년 6월 5일 ~ 1914년 5월 31일)는 1884년 최초로 에스프레소 기계를 발명하고 특허를 받은 발명가이다.
안젤로의 집안은 기업가 가족이었다. 그의 할아버지는 리큐어를 생산하는 주조 회사를 설립하였고, 아버지가 대를 이어서 경영하였다. 그의 아버지 지아코모는 형제인 에토르와 사촌 가리글리오와 함께 유명한 초콜렛 회사인 "모리온도와 가리글리오"를 설립하기도 했다. 안젤로 역시 피아차 카를로 펠리스에 있는 그랜트 호텔 리구르를 구입하였고 비아로마의 국립미술관에 있는 아메리칸 바도 구입했다.

## 최초의 에스프레소 머신

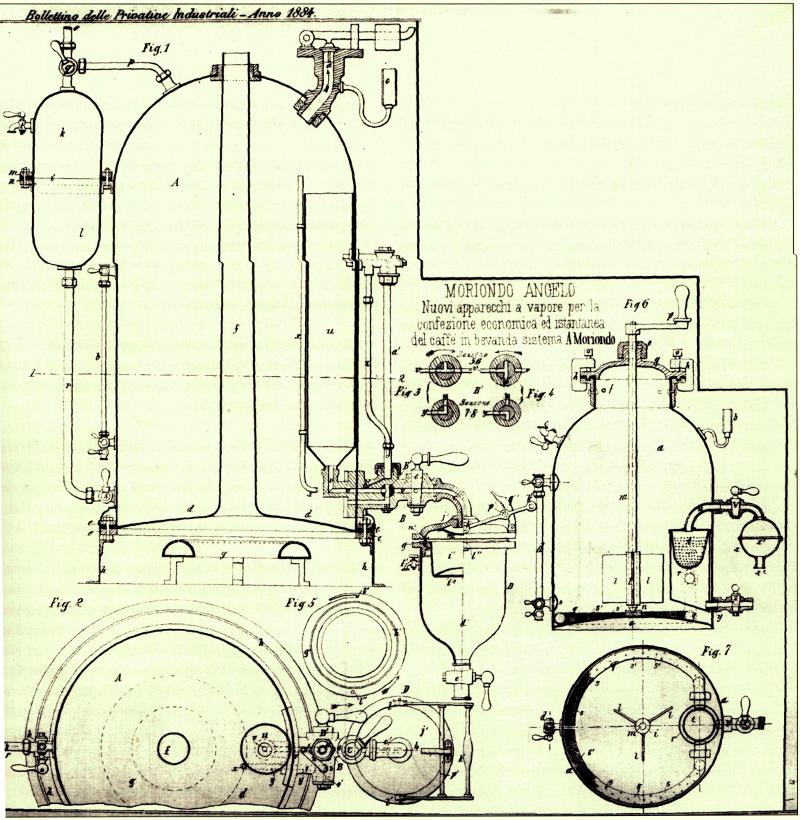
첫번째 특허(1884년 5월 16일) 에스프레소 커피 머신

모리온도는 그의 발명품을 1884년 토리노 엑스포에 출품하여 동메달을 수상하였다. 그해 5월 16일에는 6년간의 특허를 취득하기도 하였다. 특허의 제목은 "커피 음료의 경제적이고 즉각적인 제조를 위한 새로운 증기 기계와 방법, 'A. 모리온도'"였다. 실제로 기계는 그의 감독 하에 마르티나라는 기계공이 만들었다고 한다.
특허는 1884년 11월 20일, 34권 제381번으로 계속 갱신되었다. 1885년 10월 23일에는 파리에서 국제 특허로 인정되었다. 다음 여러해 동안 발명을 대폭 개선해서 추가 특허를 계속 취득하였다.
안젤로 모리온도는 그의 발명품을 상업적으로 대량 생산하지 않았다. 소량의 기계만 수공으로 직접 만들어서 자신의 가게 안에서만 사용하였다. 그는 그것만으로도 좋은 광고 효과가 있다고 확신했다.
커피 역사를 연구하는 역사학자 이안 번스텐은 자신이 모리온도의 특허를 최초로 발견한 연구자라고 주장한다. 그 장치를 "스팀과 물을 별도로 공급해서 커피를 만드는 조절 장치로서 최초의 이탈리안 바 기계"라고 서술하고 있다. 모리온도를 에스프레소 머신을 최초로 만든 사람이라고 하였다. 하지만 개인 고객에게 커피를 빨리 만들어주는 현대의 진짜 에스프레소 머신과는 달리, 실제로 그의 발명품은 오히려 대량 제조 기계였다.